# Torsten Hammarén
Torsten Hammarén (7 de mayo de 1884 – 24 de febrero de 1962) fue un actor y director teatral de nacionalidad sueca. 

## Biografía
Su nombre completo era Carl Torsten Hammarén, y nació en Estocolmo, Suecia, siendo sus padres Carl Johan Emil Hammarén y Alfhild Anna Mathilda Stjernberg. Se graduó en 1904, estudiando después bajo la dirección de Signe Hebbe y Charlotta Raa-Winterhjelm. Entre 1907 y 1908 trabajó en el Teatro Dramaten, desde 1908 a 1910 actuó en provincias, y entre 1910 y 1912 en el Strindbergs Intima Teater. También fue actor, tanto protagonista como de reparto, en el Svenska Teatern de Estocolmo desde 1912 a 1922.  
Dirigió el Stadsteater de Helsingborg entre los años 1923 y 1926, el Lorensbergsteatern de Gotemburgo entre 1926 y 1934, y el Teatro Municipal de Gotemburgo desde 1934 a 1950. A partir de ese año cesó en la dirección de dicho teatro, aunque continuó hasta el año 1954 llevando a escena diferentes piezas teatrales.
Hammarén fue galardonado el 4 de junio de 1948 con el Premio al Mérito de la Ciudad de Gotemburgo.
La selección de repertorio llevada a cabo por Hammarén en los años 1930 y 1940 fue claramente antifascista, lo cual le dio al Teatro Municipal de Gotemburgo una posición de liderazgo durante la Segunda Guerra Mundial. Además, el teatro se mostró abierto a las corrientes teatrales experimentales. 
Como actor de cine, fueron destacadas sus interpretaciones en las películas de Mauritz Stiller Erotikon y Gösta Berlings saga, actuando en la segunda con Greta Garbo.
Torsten Hammarén fue retratado por el pintor Gustaf Carlström y por el escultor Sten Teodorsson. El retrato se conserva en el Teatro Municipal de Gotemburgo. 
Hammarén falleció en Gotemburgo en el año 1962. 

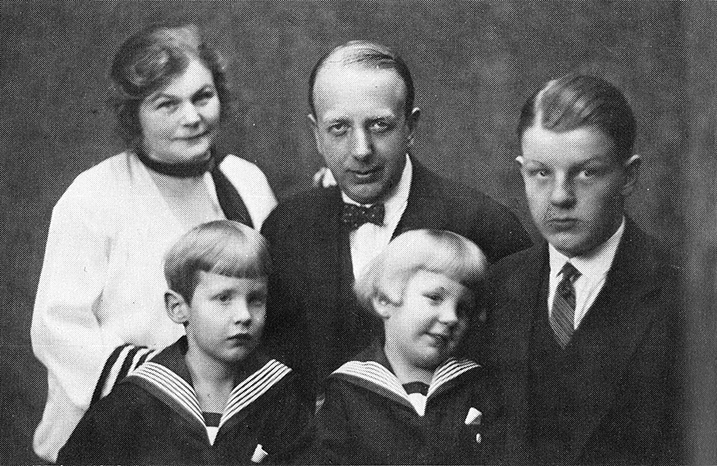
Familian Hammarén en 1927: Anna, Torsten y Per-Thorsten. Delante Carl-Erik y Carl

Casado el 24 de diciembre de 1911 con la actriz Anna Joelsson, la pareja tuvo tres hijos: Per-Thorsten, Carl-Erik y Carl Hammarén.

## Filmografía

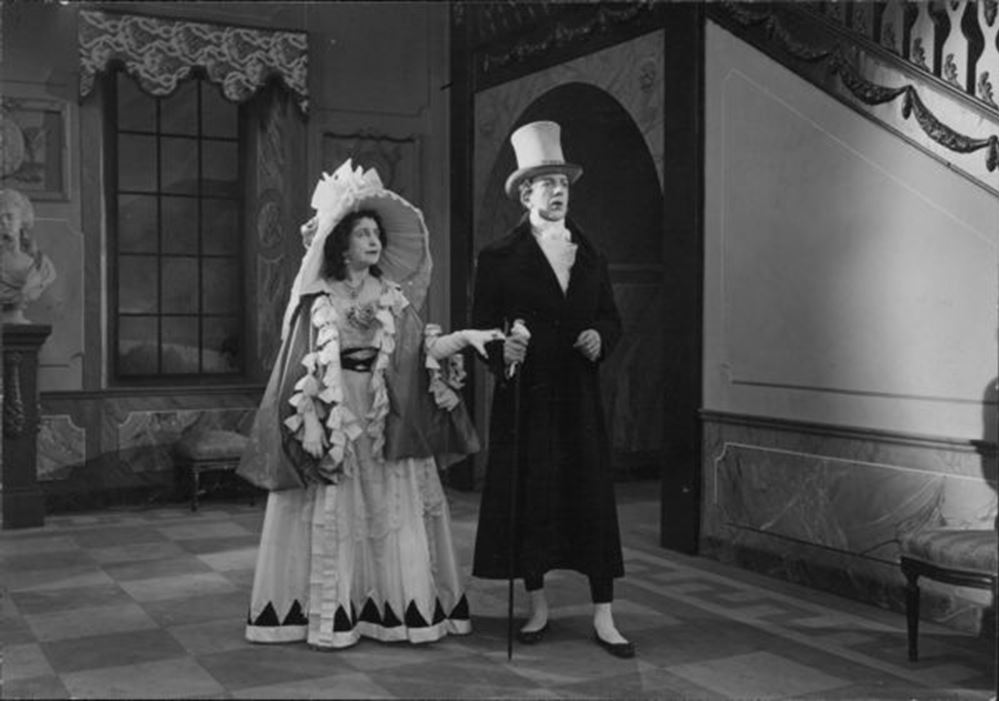
Torsten Hammarén y Ellen Hartman en la película Gösta Berlings saga (1924)

- 1919 : Hemsöborna
- 1920 : Erotikon
- 1924 : Gösta Berlings saga
- 1931 : En kvinnas morgondag
- 1946 : Sveriges port mot väster

## Teatro (selección)

### Actor
- 1909 : Lars Gathenhielm, de C.R.A. Fredberg, Stora Teatern
- 1909 : Mäster Olof, de August Strindberg, Nya teatern
- 1909 : Jorden runt på 80 dagar, de Julio Verne, Nya teatern
- 1909 : Bröllopet på Ulfåsa, de Frans Hedberg, Nya teatern
- 1909 : Livet på landet, de Fritz Reuter, Nya teatern
- 1910 : Niobe, Nya teatern
- 1910 : Den objudna gästen, de Maurice Maeterlinck, Strindbergs Intima Teater[2]
- 1911 : Äkta makar, de Peter Egge, dirección de Mauritz Stiller, Strindbergs Intima Teater[3]
- 1911 : Näckens dotter, de Joseph Dachs, Strindbergs Intima Teater[4]
- 1911 : Försvarsadvokaten, de Ferenc Molnár, dirección de Mauritz Stiller, Strindbergs Intima Teater[5]
- 1911 : Mörkrets makt, de León Tolstói, dirección de Mauritz Stiller, Strindbergs Intima Teater[6]
- 1912 : Miss Williams from New York, de Gustav Wied y Jens Petersen, dirección de Mauritz Stiller, Strindbergs Intima Teater[7]
- 1912 : Leka med elden, de August Strindberg, Strindbergs Intima Teater[8]
- 1912 : Hockenjos staty, de Jakob Wassermann, dirección de Mauritz Stiller, Strindbergs Intima Teater[9]
- 1912 : Zoologi, de Ludwig Thoma, dirección de Mauritz Stiller, Strindbergs Intima Teater
- 1914 : La doncella de Orleans, de Friedrich Schiller, Svenska teatern[10]
- 1917 : Pärlhalsbandet, de Lothar Schmidt, dirección de Gunnar Klintberg, Vasateatern y Svenska teatern[11]
- 1919 : Rödakorssystern, de Gustaf Collijn, Svenska teatern[12]

### Director
- 1921 : Äkta makar, de Peter Egge, adaptación de Björn Halldén, Svenska teatern
- 1924 : Försvarsadvokaten, de Ferenc Molnár, Helsingborgs stadsteater
- 1925 : Dagens hjälte, de Carlo Keil-Möller, Helsingborgs stadsteater
- 1934 : La tempestad, de William Shakespeare, Teatro Municipal de Gotemburgo
- 1942 : Arsénico y encaje antiguo, de Joseph Kesselring, Teatro Municipal de Gotemburgo[13]
- 1943 : Peer Gynt, de Henrik Ibsen, Teatro Municipal de Gotemburgo
- 1943 : Månen har gått ner, de John Steinbeck, Teatro Municipal de Gotemburgo
- 1949 : Lunchrasten, de Herbert Grevenius, Teatro Municipal de Gotemburgo
- 1950 : Kärlek, de Kaj Munk, Teatro Municipal de Gotemburgo
- 1952 : La casa de Rosmer, de Henrik Ibsen, Teatro Municipal de Gotemburgo
- 1953 : La dama del mar, de Henrik Ibsen, Teatro Municipal de Gotemburgo
- 1955 : När dagen vänder, de Paul Claudel, Teatro Municipal de Gotemburgo